# Tuatha de Danann (Band)
Tuatha de Danann ist eine Metal-Band aus Minas Gerais in Brasilien, welche keltisch/irisch anmutende Musik aus dem Bereich des Folk Metal spielt, aber auch Einflüsse aus dem Power Metal sowie manchmal die gegrowlten Vocals des Death Metal einbindet. Auffallend am Stil der Band ist der Einsatz von Flöten und ruhiger Akustikgitarre bzw. Mandoline in verschiedenen Liedern und der starke textliche Bezug zu Sagen aus der irischen/keltischen Geschichte, wobei diese nicht immer real existieren müssen, sondern gelegentlich auch von der Band frei erfunden oder an eine vorhandene Sage angelehnt werden. Aufgrund der Verbindung von Folk Metal mit irischen und keltischen Sagen ist die Band auch dem Celtic Metal zuzuordnen. Des Weiteren klingt die Art der gespielten Musik recht fröhlich bzw. zur Feier einladend und dementsprechend gestalten sich auch die Cover der Alben.

## Geschichte
Im Jahre 1995 entstand im brasilianischen Varginha die Gruppe „Pendragon“, die auf eine Idee Bruno Maias hin versuchte Heavy Metal mit irischer/keltischer Folklore zu verknüpfen. Ein Jahr später wurde das erste Demo-Tape der Band unter dem Namen The Last Pendragon veröffentlicht und eine Namensänderung der Gruppe in „Tuatha de Danann“ (wörtl.: Die Kinder/Das Volk der Danú) vorgenommen, da es bereits eine Band unter dem Namen „Pendragon“ gab. Zudem hatte sich Bruno Maia sehr mit der Sage um das alte keltische Göttergeschlecht Tuatha de Danann beschäftigt und war von den Geschichten fasziniert.
Zwei weitere Jahre später erschien das nächste Demo unter dem Namen Faeryage. Die Kritiken brachten der Band schließlich einen Vertrag beim brasilianischen Label Heavy Metal Rock ein, wo 1999 auch die erste offizielle CD-Demo mit dem Titel Tuatha de Danann veröffentlicht wurde.
2001 wurde das erste offizielle Album mit dem Namen Tingaralatingadun, welches den Stil der Band weiterverfolgte, herausgebracht, diesmal auch in Europa und Russland. Das folgende Jahr brachte den Nachfolger in der EP The Delirium Has Just Began... hervor. Für das nächste Album Trova di Danú, das im Jahr 2004 erschien, wurde ein Vertrag bei Paradoxx Music (ebenfalls Brasilien) unterzeichnet.
Im Juli / August 2005 fand schließlich eine Europa-Tour statt, welche die Band durch Frankreich (12 Auftritte) und Deutschland (3 Auftritte) – wo sie u. a. auch auf dem Wacken Open Air 2005 spielte und den Special Price International gewann – führte.
2009 erschien die Live-DVD Acoustic Live. Zwar wollte sich die Band 2012 noch auflösen, nachdem Frontmann Bruno Maia bereits 2010 ausgeschieden war, revidierte aber nur ein Jahr später diese Entscheidung und kehrte mit Bruno Maia und Edgard Britto am Keyboard zurück. Im Juni 2015 erschien nach 11 Jahren wieder ein neues Studioalbum mit dem Titel Dawn of the New Sun, auf dem Martin Walkyier (Ex-Skyclad) und Khadhu Capanema (Kernunna) je einen Gastauftritt als Sänger haben.

## Diskografie
Demos
- 1996: The Last Pendragon (MC; Eigenvertrieb)
- 1998: Faeryage (MC; Eigenvertrieb)

EPs
- 1999: Tuatha de Danann (CD; Heavy Metal Rock)
- 2016: Tuatha de Danann (CD; Heavy Metal Rock) Neuaufnahme der 99er EP inklusive Originalversionen
- 2019: The Tribes of Witching Souls (CD; Heavy Metal Rock)

Studioalben
- 2001: Tingaralatingadun (CD/LP; Heavy Metal Rock)
- 2002: The Delirium Has Just Begun... (CD; Heavy Metal Rock) Wiederveröffentlichungen 2003 und 2016
- 2004: Trova Di Danú (CD; Paradoxx Music)
- 2015: Dawn of a New Sun (CD; Voice Music)
- 2020: In Nomine Éireann (CD; Sound City Records)
- 2023: The Nameless Cry (CD; Heavy Metal Rock)

Konzertalben
- 2009: Acoustic Live (DVD; Heavy Metal Rock)

Kompilationen
- 2021: ...Of Trovas And Spells (CD, Eigenvertrieb)

Download-Singles
- 2014: Dawn of a New Sun (MP3; Heavy Metal Rock)
- 2019: The Tribes of Witching Souls (MP3; Heavy Metal Rock)
- 2022: The Nameless (MP3; Eigenvertrieb)

## Musikvideos
- 1998 Queen of the Witches
- 2001 The Dance of Little Ones
- 2004 Land of Youth